# وریرا
وریرا (به لاتین: Veriora) یک سکونتگاه مسکونی در استونی است که در وریرا پاریش واقع شده‌است.

## نگارخانه

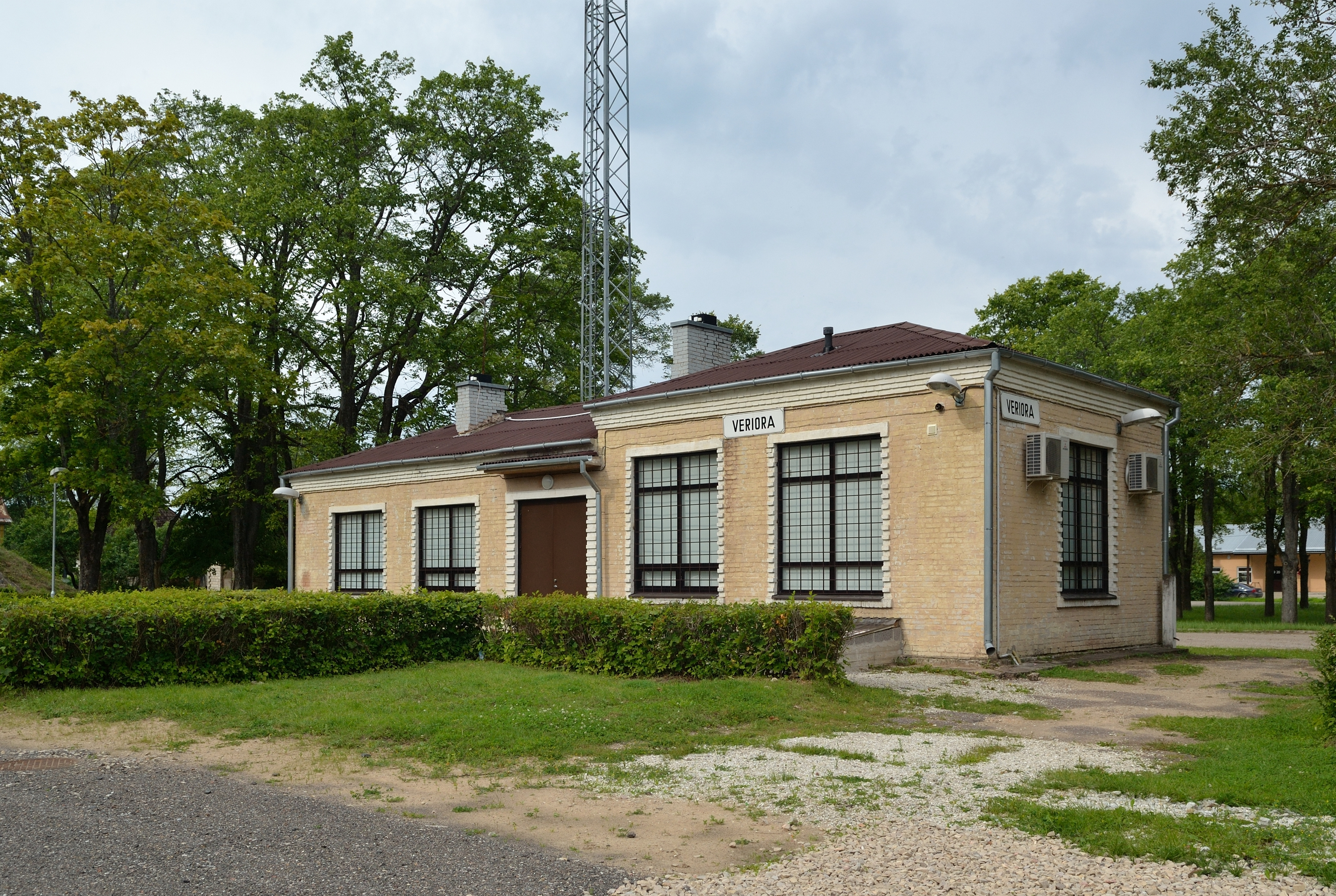
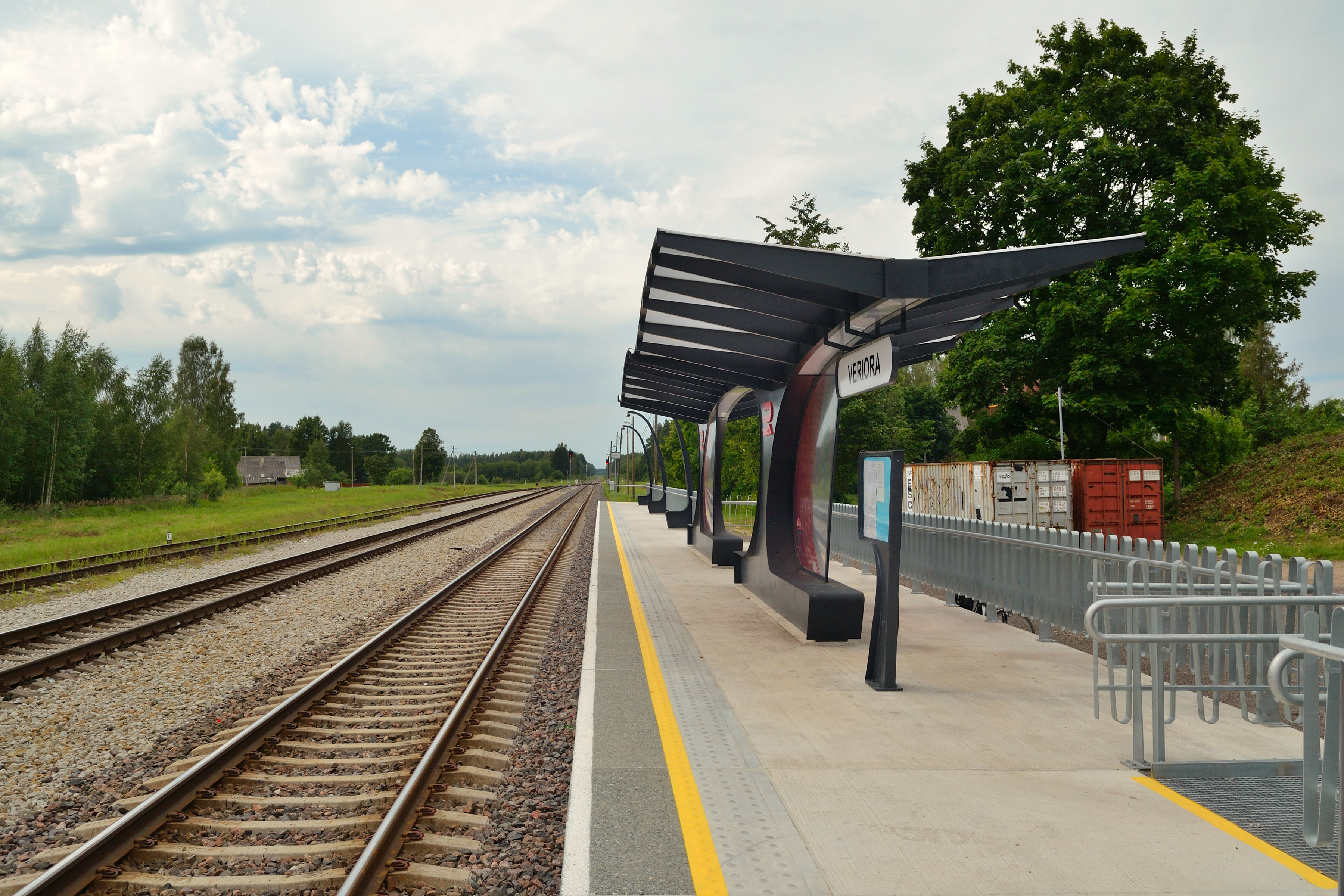
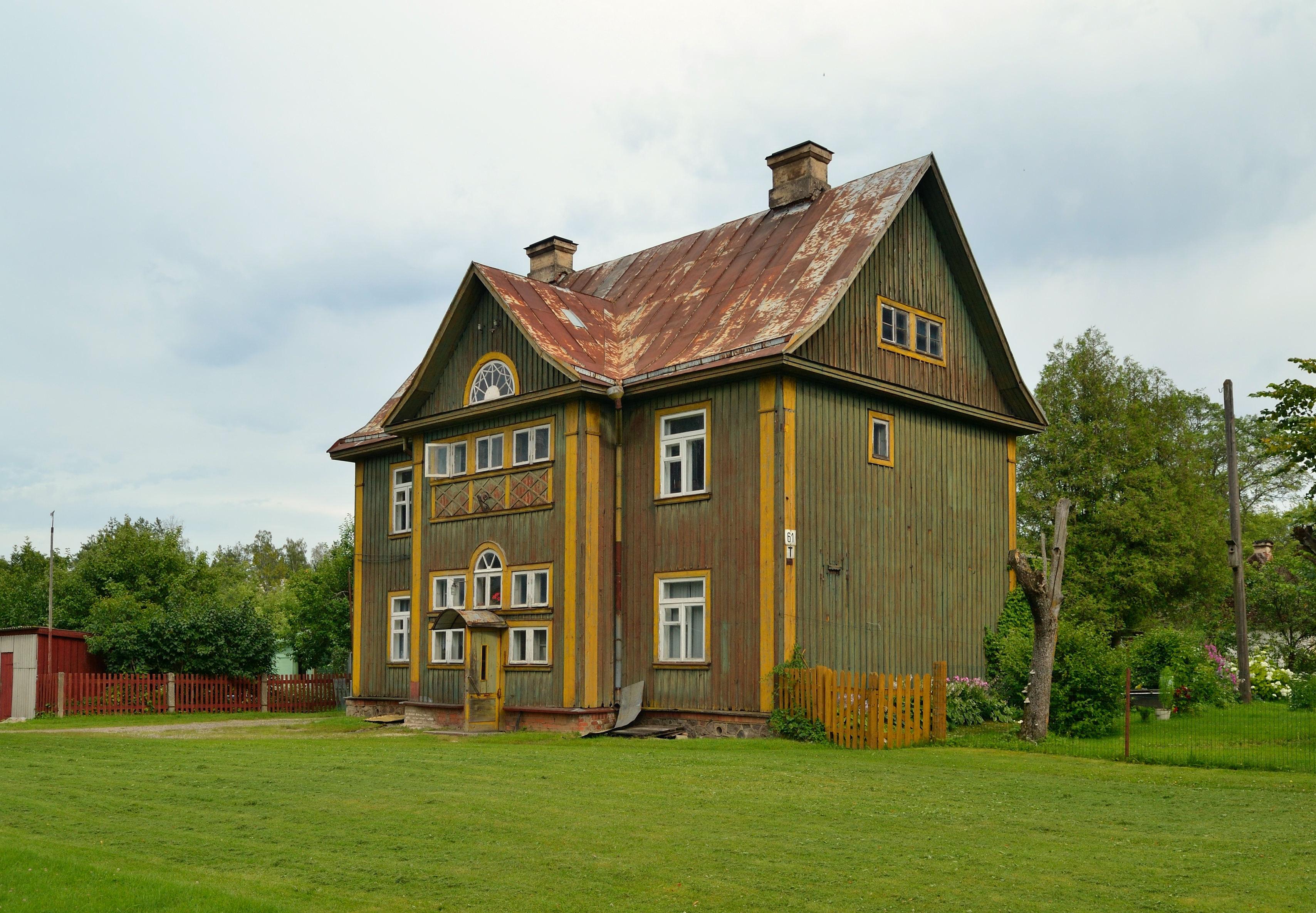
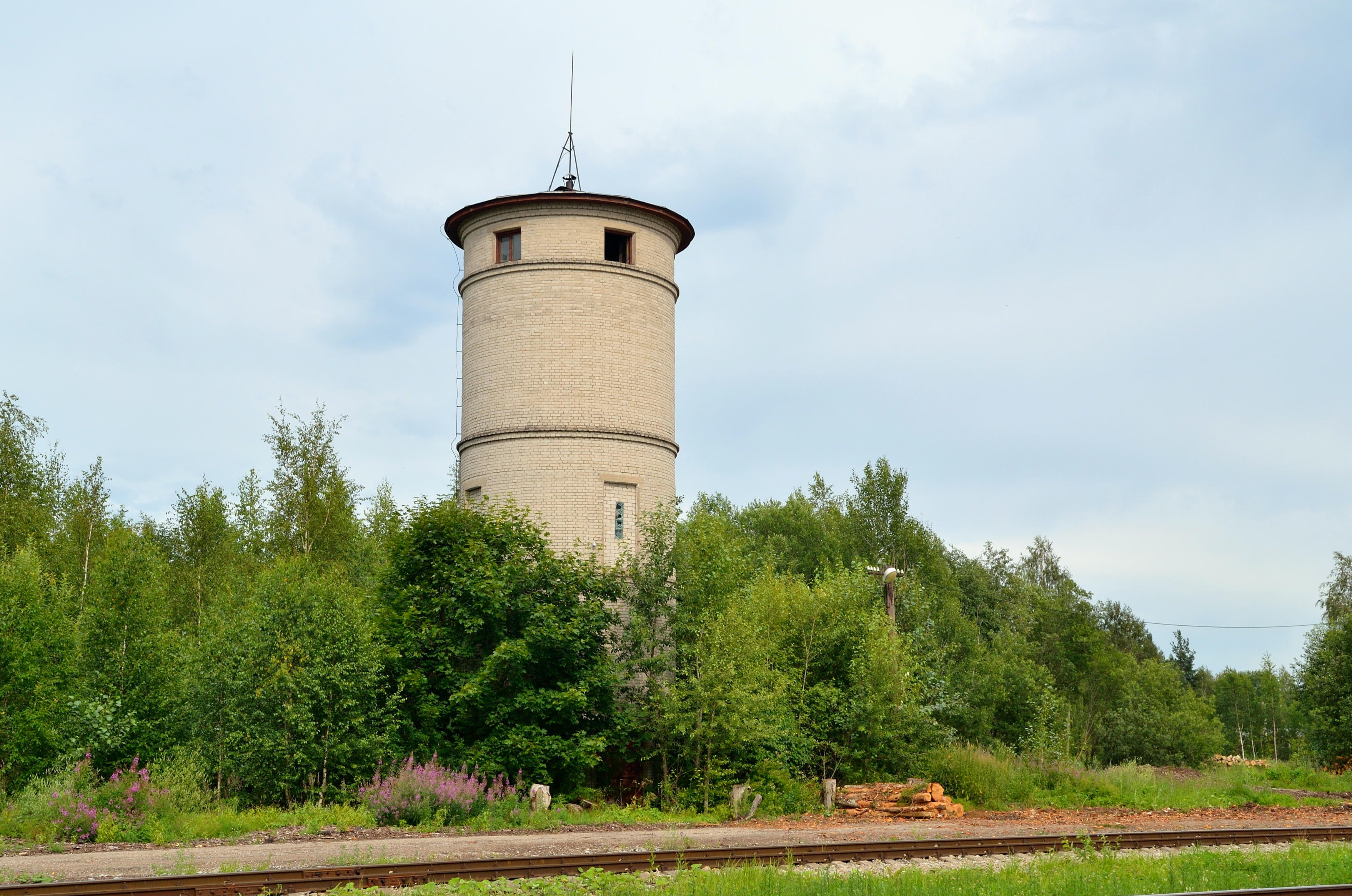